# ハイゲート校
ハイゲート校（Highgate School、正式名称: Sir Roger Cholmeley's School at Highgate）はイングランドの男女共学のパブリックスクール。1565年設立。
ハイゲート財団を構成するハイゲート予備校（3〜7歳）、ハイゲート中学校（7〜11歳）、高校（11歳以上）の3つのセクションで1,400人以上の生徒を教育している。その幅広い活動の一環として、慈善団体は2010年からロンドン・アカデミー・オブ・エクセレンスの創設パートナーであり、現在は関連するアカデミーであるロンドン・アカデミー・オブ・エクセレンス・トットナムの主要な教育スポンサーでもあり、2017年9月にオープンした。 主な事業スポンサーはトッテナム・ホットスパーFCである。 
この慈善団体は、ロンドン特別区6つの区にある26の公立学校を支援するスキームであるChrysalisPartnershipにも資金を提供している 

## 住宅

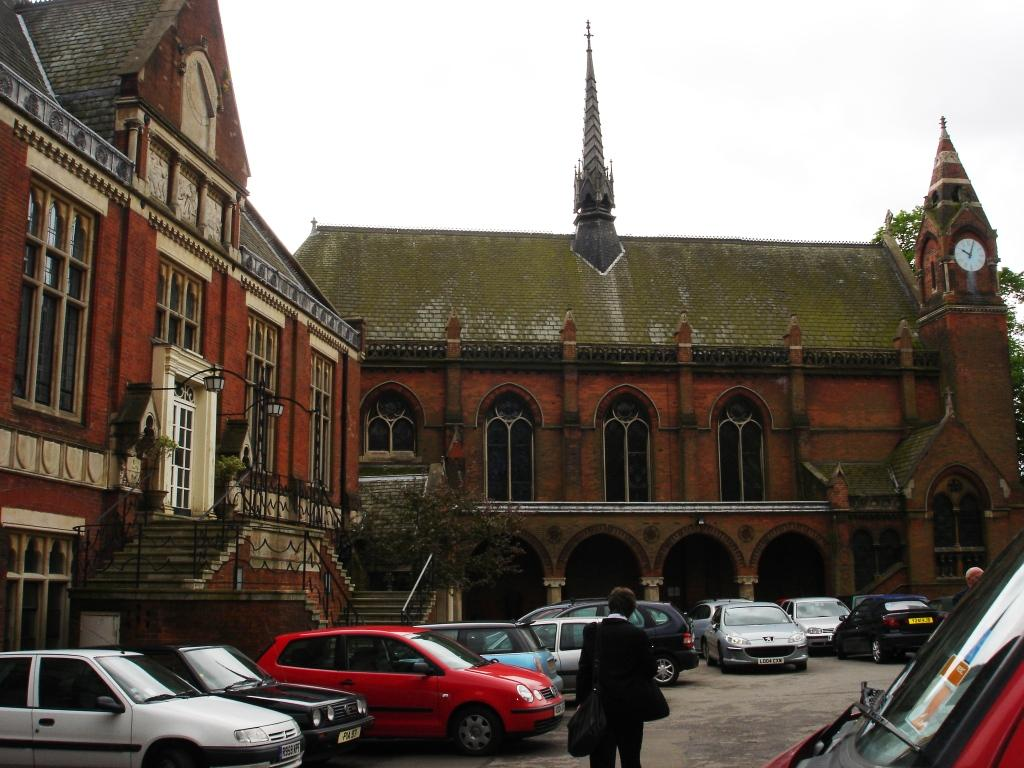
左側に「ビッグスクール」があるチャペルクワッドとチャペル

## 同窓生

### 理工系
- クライブ・シンクレア
- ジョン・ベン（ベン図の考案者）

### 古典音楽
- アラン・ブッシュ

### ポピュラー音楽
- ザック・スターキー